# Pseudolynchia garzettae
Pseudolynchia garzettae är en tvåvingeart som först beskrevs av Camillo Rondani 1879.  Pseudolynchia garzettae ingår i släktet Pseudolynchia och familjen lusflugor. Arten är reproducerande i Sverige. Inga underarter finns listade i Catalogue of Life.